# شلیک به کاتای پاسیفیک داگلاس سی-۵۴ در ۱۹۵۴
شلیک به کاتای پاسیفیک داگلاس سی-۵۴ در ۱۹۵۴ (به انگلیسی: 1954 Cathay Pacific Douglas DC-4 shootdown) یک پرواز شرکت کاتای پاسیفیک از بانکوک، تایلند به مقصد هنگ کنگ بود که در آن ۱۳ مسافر و ۶ خدمه حضور داشتند، در تاریخ ۲۳ ژوئیه ۱۹۵۴ در دریای جنوبی چین گرفتار حمله دو جنگنده لا-۱۱ شد و ۱۰ نفر جان باختند.